# 单忠德
单忠德（1970年1月—），山东高密人，中国机械制造专家，2019年当选中国工程院院士。曾任中共南京航空航天大学党委书记。

## 生平
1993年、1996年先后获西安理工大学材料科学与工程学院学士、硕士学位。2002年毕业于清华大学机械工程系，获博士学位。

### 机械科学研究总院
2006年，任机械科学研究总院先进制造技术研究中心主任；2013年，任郑州机械研究所所长；2014年，任机械科学研究总院副院长（2015年3月到2016年1月在中共中央党校第15期中青年干部培训班学习）；2018年，任机械科学研究总院集团公司副总经理。

### 南京航空航天大学
2020年7月，任南京航空航天大学校长。2023年11月升任中共南京航空航天大学党委书记，不再担任校长。

### 工业和信息化部
2024年2月，升任工业和信息化部副部长。2024年12月，任国家国防科技工业局党组书记。2025年1月，兼任国家航天局局长、国家原子能机构主任及国家国防科技工业局局长。

## 头衔
- 先进成形技术与装备国家重点实验室主任（2008年至今）
- 中国机械制造工艺协会会长